# Font de l'Espinal
La Font de l'Espinal és una font al municipi de Gavet de la Conca. És dins del territori del poble i santuari de Mare de Déu de Bonrepòs a ponent del Cinglo Alt, a l'extrem nord de la Coma de l'Espinal, al nord-oest de Bonrepòs i del Serrat de la Casilla, a 1.018 m d'altitud